# War Gods
War Gods, ou em português, Deuses da Guerra, é um jogo de luta criado pela Midway Games em 1995, como um novo sistema em 3D, o jogo possui 10 personagens jogáveis, outros dois personagens são os chefes do jogo. Cenários em 3D, um para cada personagem. O jogo é semelhante a série Mortal Kombat, também da Midway.

## Sinopse
Há muitos anos, uma nave espacial alienígena de um planeta distante, carregada com uma carga preciosa de pedras místicas, passa pela Terra; uma falha interna acontece e a nave explode fazendo as pedras cairem em diferentes partes do mundo. Dez pessoas, de povos e culturas diferentes, se apossa de cada uma dessas pedras; sem se aperceberem, as pedras acabam tornando essas pessoas em seres poderosos, semelhantes a deuses mitológicos. Para quererem o controle sobre as pedras e o planeta, essas pessoas se enfrentam numa guerra sangrenta — uma Guerra dos Deuses.

## Personagens

### Vallah
A protagonista do jogo. Uma linda princesa que se separa da batalha durante uma tempestade de neve, ao se refugiar em uma caverna, no seu interior viu uma luz verde e viu que era uma das pedras, ao pegar a pedra, ela se torna uma valquíria, uma ninfa nórdica, com isso ela resolver usar seu novo poder para salvar o planeta.

### AHAU KIN
Um sumo sacerdote cruel e sedento por poder sacrifica toda a sua tribo um a um em busca de uma das pedras místicas. Ele envia os membros de seu próprio povo à morte, determinado a recuperar o último artefato sagrado. Quando finalmente conquista seu objetivo, ascende como uma divindade asteca.

### Anubis
Um ladrão de túmulos que estava a procura de um tesouro no vale dos reis, no Egito, entre os tesouros ele ver uma das pedras místicas ao tenta se apossar dela, ele acaba sendo destruído pelo poder da pedra, mas sua alma fica amaldiçoada, ao ver a mascara de Anubis, o deus dos mortos, resolve usa-la como seu alterego e passa a ser o deus do submundo.

### CY-5
Um cyborg criado por cientistas no ano de 2069, eles encontram uma das pedras e implantam em sua criação, quando ele é ativado, algo sai errado e ele mata todos os cientistas que o criaram, com um comportamento voraz e cruel, para conseguir o que quer, lutará de forma implacável para se torna um deus das máquinas.

### KABUKI JO
Um samurai temido por todo o seu povo, as vésperas de uma batalha, ele encontra uma pedra mística, e logo sente seu poder, com voracidade e força implacável, ele mata todos os inimigos que tentam atacar o seu povo, ele se torna um deus japonês que consome energia da voracidade.

### MAXIMUS
Um gladiador romano, luta com veracidade para agradar e entreter seus mestres, numa festa de comemoração ele encontra uma pedra e seu poder logo aumenta, tornando-se um guerreiro poderoso, em uma luta, ele vence seu adversário de forma cruel, seus mestres tentam conte-lo, mas são mortos por ele, vendo o que fez, foge para bem longe.

### Pagan
Uma bruxa mística e amante das artes das trevas como magia negra, necromancia e adivinhação, ela encontra manuscritos antigos que dão a localização de uma das pedras, ao passa pelas ruínas de uma antiga catedral encontra a pedra e logo sente seu poder aumentar, ambiciosa de poder, ela lutará contra todos que se puserem no seu caminho.

### TAK
Uma estátua que ganha vida quando um rei em batalha esconde uma pedra dentro dela, o rei esta em batalha contra outro reino, a estátua se torna um ser vivo e ajudar o rei a vencer a batalha, se torna um deus das causas das civilizações perdidas.

### Voodoo
Em uma vila no Caribe, um médico bruxo escravizou seu povo com magia negra e feitiços. Desesperadas, as pessoas do vilarejo capturaram o bruxo e o queimaram até a morte. Jogaram seu corpo em um pântano proibido, sem saberem que lá havia mais uma Pedra. A Pedra trouxe seu corpo de volta à vida, e ele se tornou Voo doo, o Deus dos Mortos Vivos.

### WARHEAD
Um soldado americano que em uma missão vai a uma usina para impedir a fusão nuclear com uma das pedras, mas ao chegar ao centro de pesquisas o prédio explode, radiação e pedaços da pedra fazem o guerreiro ter super poderes, inclusive com armas de fogo, com força sobre humana, ele se torna uma espécie de deus guerreiro.

### Grox (Sub-Chefe)
Não se sabe muito a seu respeito, é um gigantesco e monstruoso sapo, que com certeza serve a Exor, o vilão principal, sua missão é possivelmente eliminar os outros guerreiros e defender seu mestre das ameaças deste.

### Exor (Chefe)
O vilão principal do jogo, também não se sabe muito sobre ele, mas com certeza quer todas as pedras místicas para si e com isso se tornar um super deus e dominar o planeta e o cosmos, ele aparece na capa da arte do jogo.

## Elenco
Esses são os  atores que fizeram os personagens na época do jogo quando a experiência em designer 3-D ainda era uma novidade para os criadores do jogo.
- Bryan Glynn - Warhead.
- Min Chong - Kabuki Jo.
- Kathy Terrafino - Pagan.
- Tak Ohsek - Tak.
- Willian Obea - Voodoo.
- Kerri Hoskins - Vallah.
- Brian Smith - Ahaun Kin.
- John Larriel - Anubis.
- Todd Burquist - CY-5.
- Todd Burquist - Maximus.
- Grox e Exor - Animação.

## Ligações Externas
- Wargods na Eurocom
- Wargods[ligação inativa] na Klov